# Pravenec
Pravenec (něm. Kleinproben, maď. Kispróna) je obec na Slovensku v okrese Prievidza, vzdálená asi 10 km severně od Prievidzi. Obec leží v Hornonitrianské kotlině, na jižních svazích pohoří Žiar. Žije zde přibližně 1 300 obyvatel.
První písemná zmínka o obci pochází z roku 1267. Obyvatelé se zde zaobírali zemědělstvím, ovocnářstvím a zpracováním dřeva. Z dřevařského závodu firmy Baťa se později vyvinul průmyslový podnik na výrobu nábytku Tatra Nábytok Pravenec. V devadesátý letech 20. století tento podnik zanikl. V současnosti největší společností působící na území obce je firma Slovaktual zaobírající se výrobou plastových oken a doplňků k nim. Na území obce se nachází renesanční zámeček ze začátku 17. století s původním opevněním a s barokní úpravou pocházející z poloviny 18. století. Další dva zámečky pocházejí asi z roku 1780 (barokně-klasicistický) a pozdněbarokní z roku 1787 s přestavbou v 19. století. Nachází se zde i dvě fary – empírová z 1. poloviny 19. století a barokní ze začátku 18. století.
Obec je rozdělena na dvě výrazné části, místními obyvateli nazývané „dědina“ (stará, historická část) a „kolonie“ (která vznikla po založení místní továrny na nábytek). Obě části jsou od sebe vzdáleny asi 1,5 km.
Narodil se zde Vojtěch Filkorn (* 1922) – slovenský logik, zakladatel slovenské exaktní metodologie.